# Парламентские выборы в Аргентине (2013)
Частичные парламентские выборы в Аргентине прошли 27 октября 2013 года. На выборах была обновлена половина членов Палаты депутатов на период 2013—2017 годов и треть членов Сената на период 2013—2019 годов.
Выборы депутатов проходили по всей стране, в то время как сенаторы избирались в провинциях Чако, Энтре-Риос, Неукен, Рио-Негро, Сальта, Сантьяго-дель-Эстеро, Огненная Земля, а также в городе Буэнос-Айрес.

## Предвыборная обстановка
11 августа 2013 года прошли праймериз, которые должны были выявить партии, прошедшие 1,5% барьер для последующего участия в парламентских выборах 27 октября.

## Изменения избирательного закона
Согласно закону, вошедшему в силу в 2012 году, избирательное право было предоставлено избирателям 16 и 17 лет. Это увеличило количество избирателей на 1,2 миллиона человек, из которых 600 тысяч зарегистрировались. Кроме этого, в момент выборов избиратели должны были получать пронумерованные бюллетени вместо отметки о голосовании в личном документе гражданина.

## Результаты
Выборы 27 октября в целом отразили результаты праймериз 11 августа. Хотя Фронт обновления (правоцентристские перонисты) получил большинство в наиболее населённой провинции Буэнос-Айрес, Фронт за победу (левые перонисты) с союзниками сохранил абсолютное большинство в обеих палатах парламента Аргентины Явка составила 76%..